# 板材

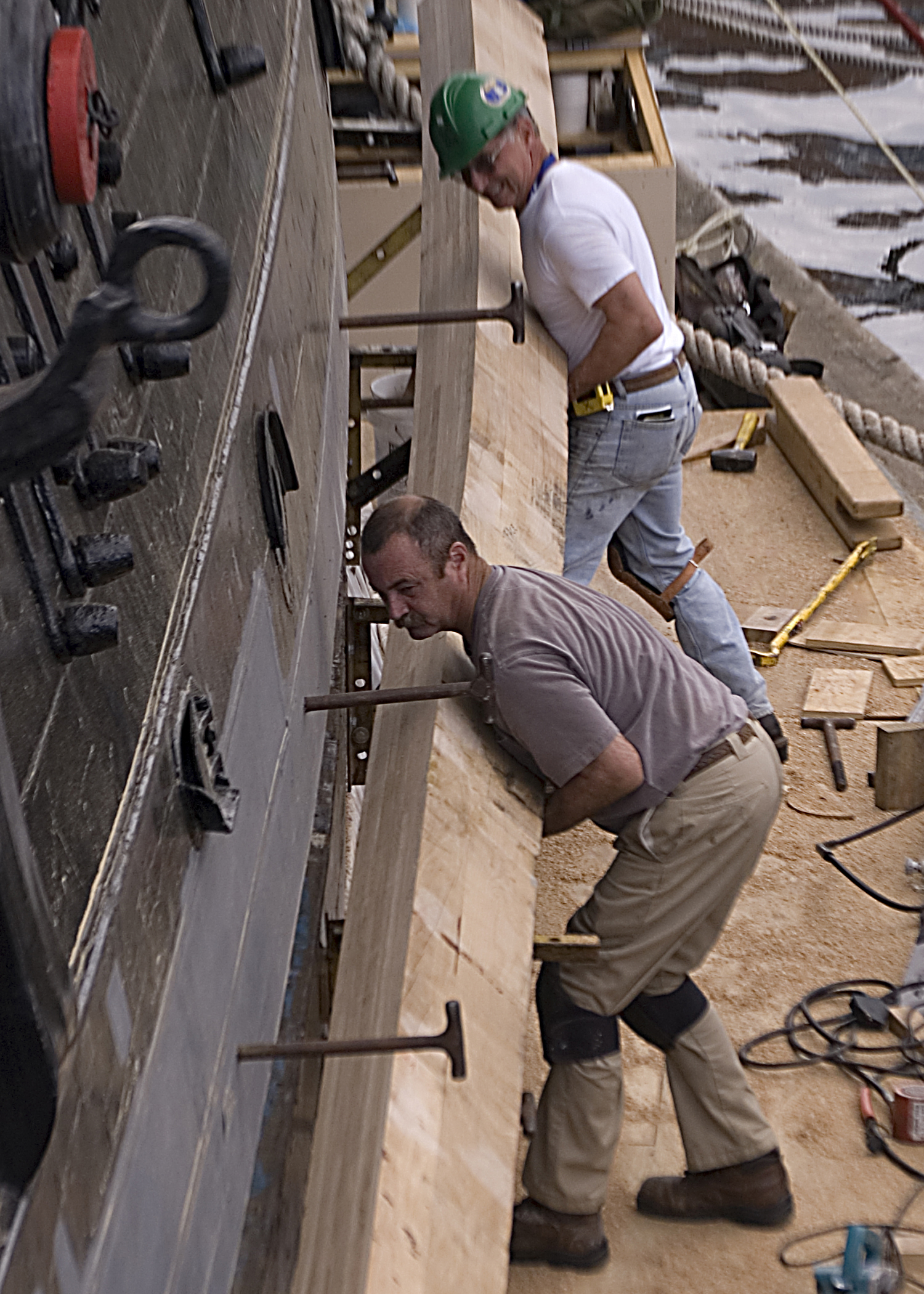
船の修理に使う板材

板材（いたざい）とは、平らで細長い長方形の木材で、厚さよりも幅広く長い平行する面を持つ。主に大工仕事で使用され、板材は船、住宅、橋、および多くの他の建築物の構築に欠かすことができない。板材はまた棚やテーブル作りで支持部材にもなる。
古くは、榑（くれ）と呼ばれ、延暦10年（791年）にある『太政官符』や鎌倉時代の『吾妻鏡』に規格が決められていたことが書かれている。

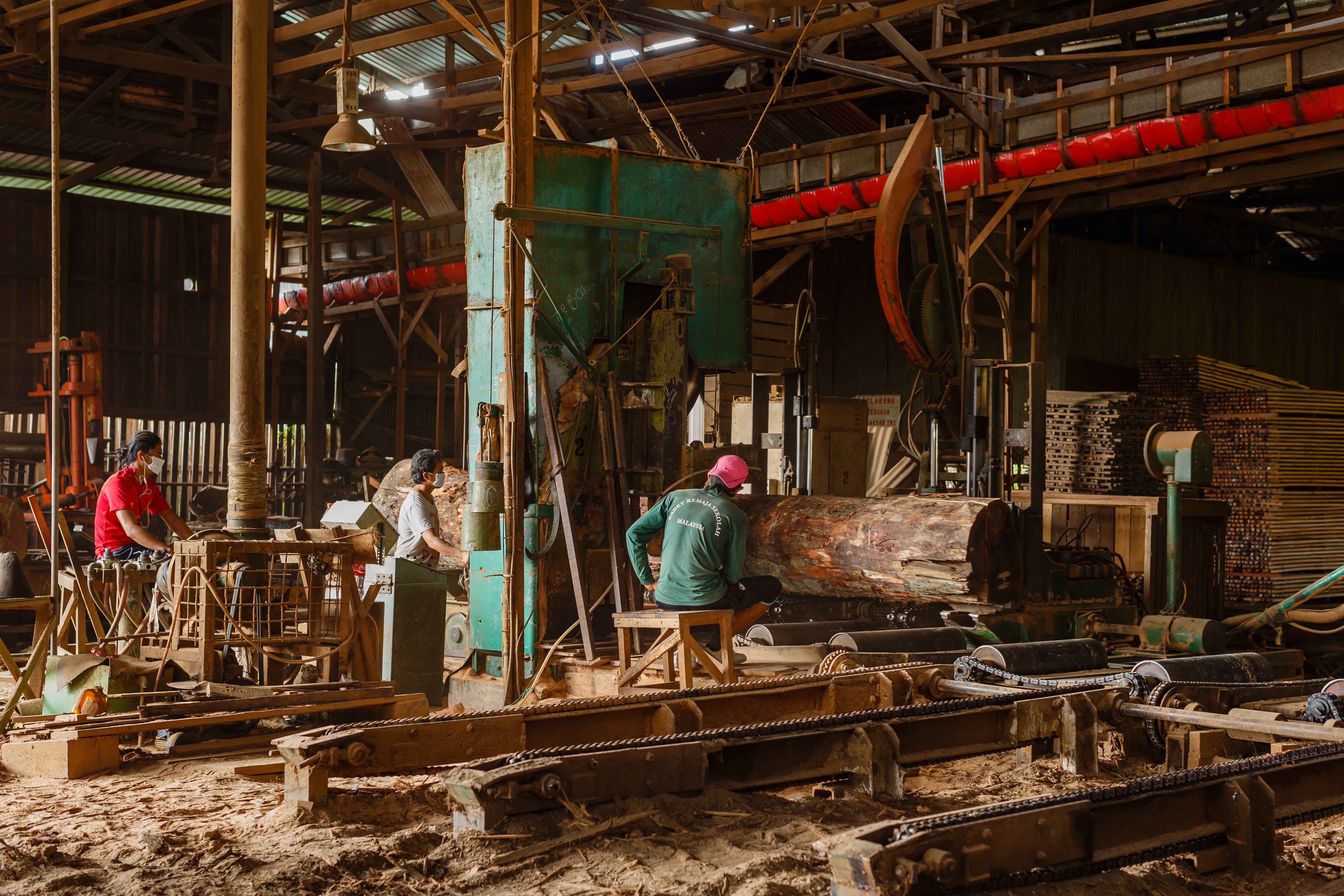
製材所で丸太を板材に切り出す

板材は鋸で切った木材から作られ、厚さは通常1+1⁄2インチ (38 mm)以上で、幅は一般に2+1⁄2インチ (64 mm)以上である。アメリカ合衆国では、板材の長さは自由で、厚さ2インチ (51 mm)幅8インチ (200 mm)以上であるが、厚さ2インチ (51 mm)幅10インチ (250 mm)、厚さ2インチ (51 mm)幅12インチ (300 mm)が木材店のより一般的な品揃えである。高架足場の作業床に使うことも多く、作業時に折れない強度と十分な幅が必要とされる。アメリカ合衆国では、幅2+1⁄2インチ (64 mm)以下で厚さ1+1⁄2インチ (38 mm)以下の木材をboardと呼ぶ。
建築で水平支持部品として使用し、基礎、壁、または梁の間を渡して床や天井を支える板材を根太という。
板材は海運の基礎であった：木材が水に浮き、豊かな森林から丸太を容易に伐採処理できたことにより、板材は造船の主材料となった。しかしながら、20世紀以降、造船で木材の大部分は鉄や鋼に置き換えられ、費用が削減され強度が改善した。

## ギャラリー

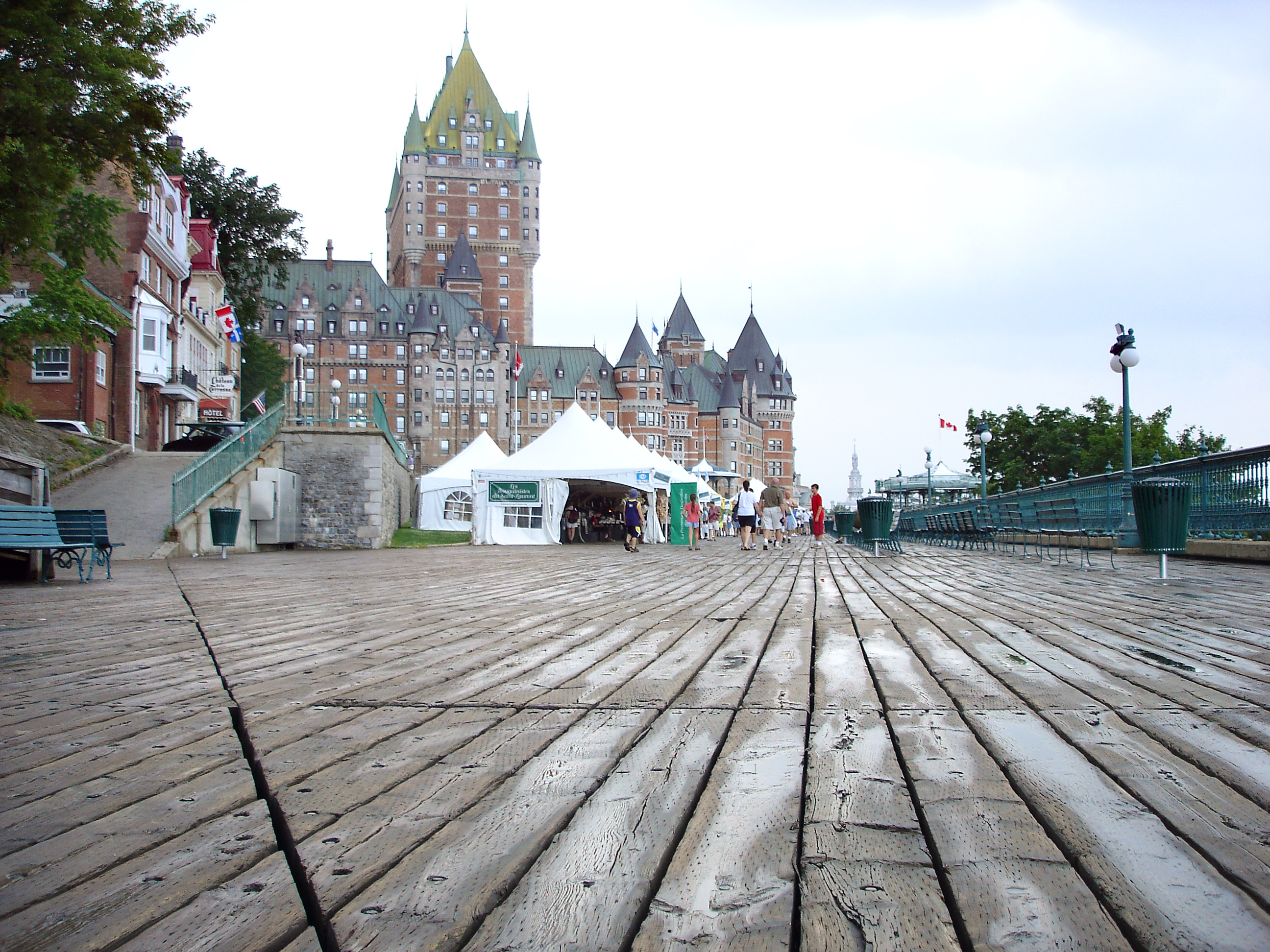
カナダ ケベック州、テラス・デュフランのボードウォーク
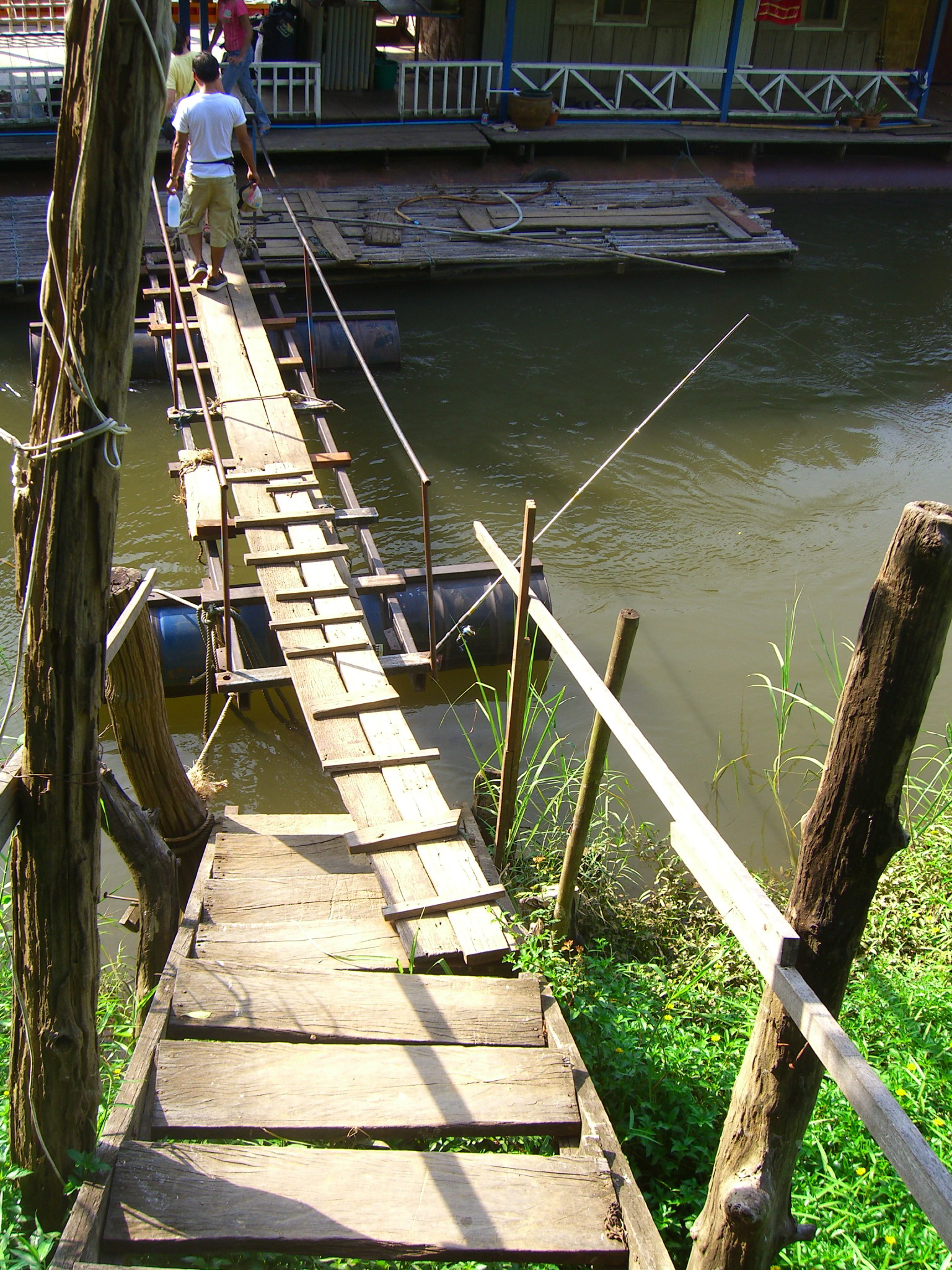
タイ、2枚の板材での歩行者用の橋
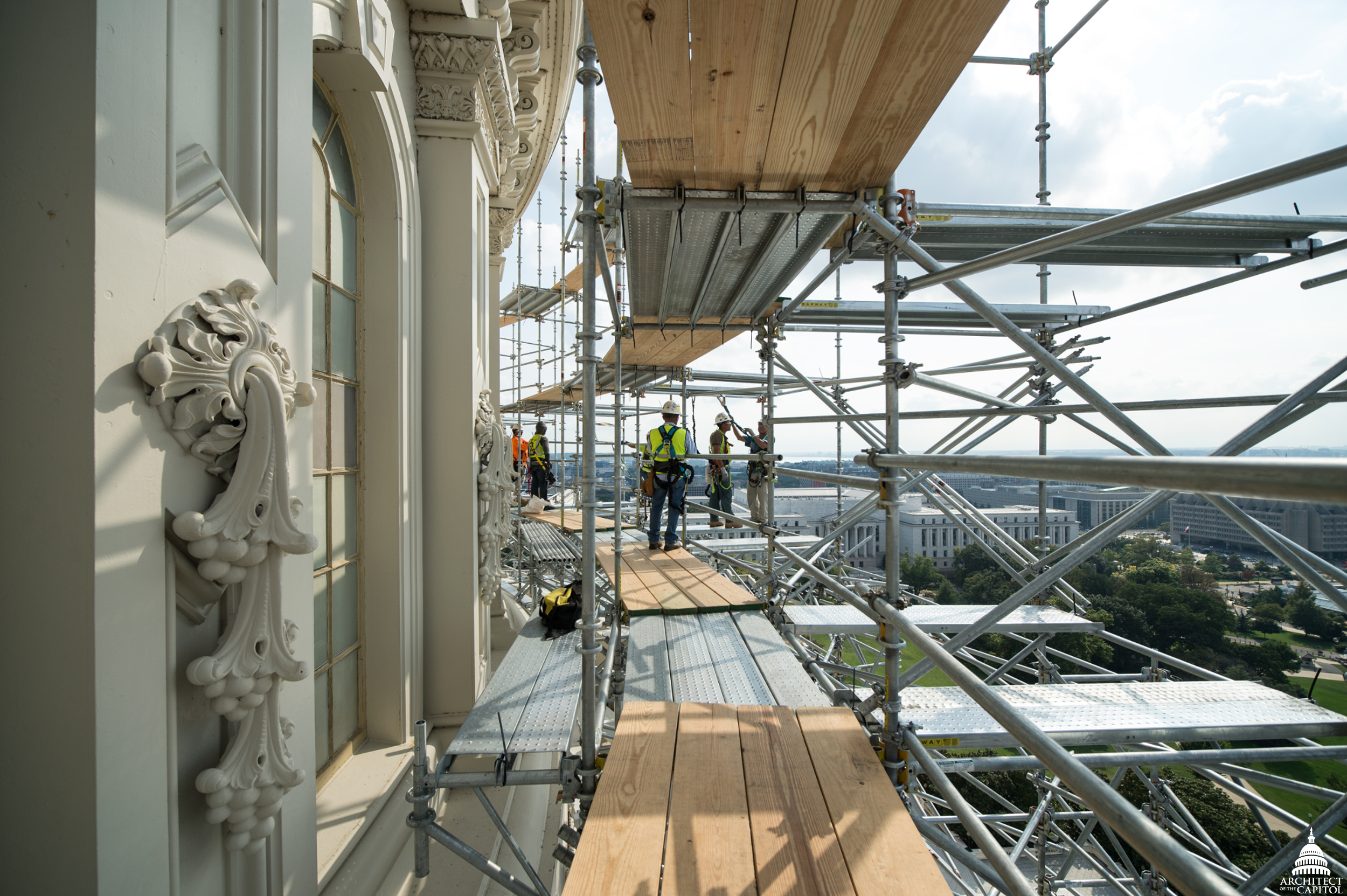
ワシントンDC、建築足場の板材
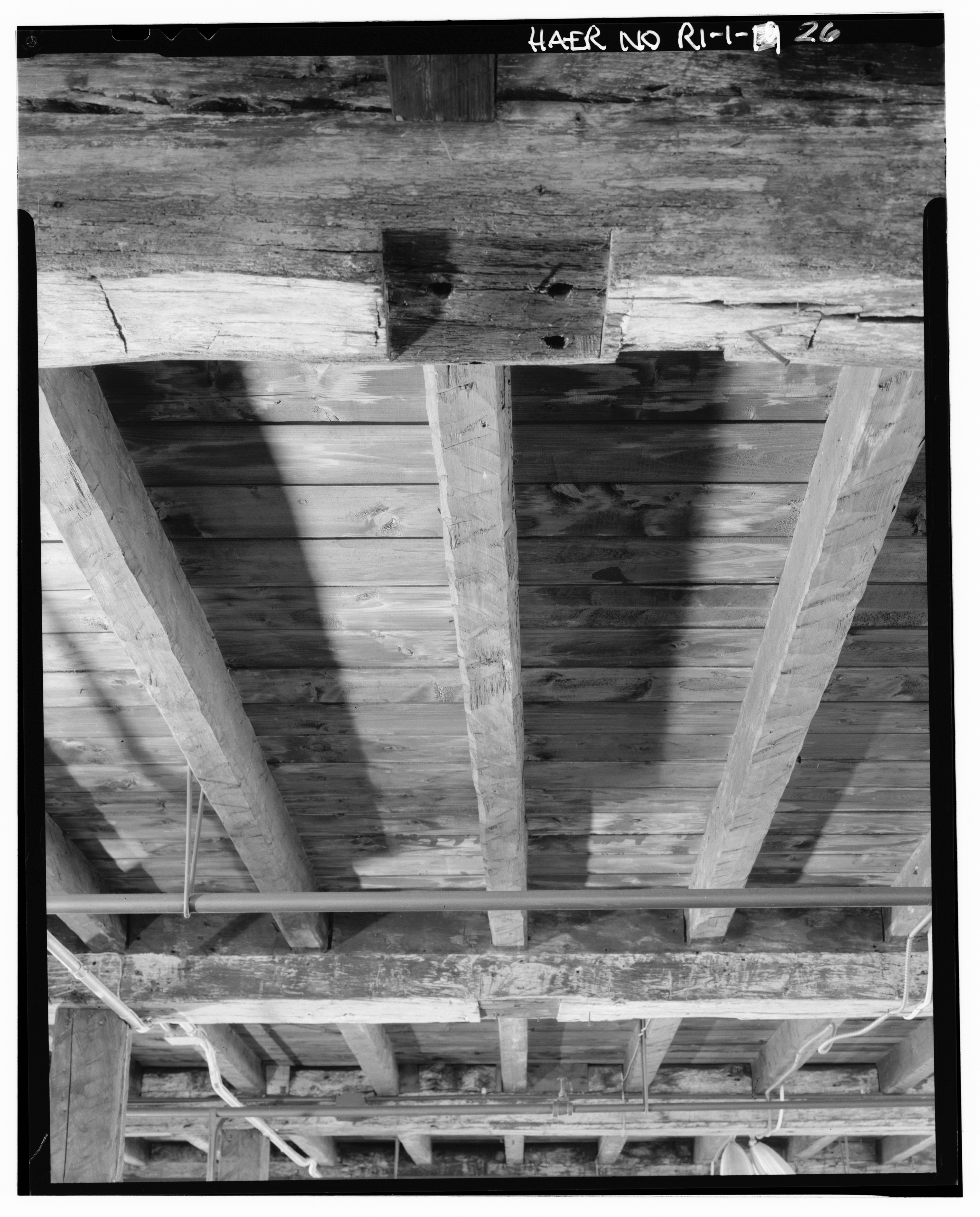
ロードアイランド州 スレーター・ミル（英語版）、歴史的な根太の板材